# Uppsala-Näs församling
Uppsala-Näs församling är en församling i Balingsta pastorat i Upplands västra kontrakt i Uppsala stift. Församlingen ligger i Uppsala kommun i Uppsala län.

## Administrativ historik
Församlingen har medeltida ursprung. Namnet var före den 1 januari 1886 (ändring enligt beslut den 17 april 1885) Näs församling. Innan ändringen hade dock bruket av namnet Uppsala-Näs redan förekommit.
Församlingen utgjorde till 1 maj 1923 ett eget pastorat för att därefter till 1962 vara moderförsamling i pastoratet Uppsala-Näs, Västeråker och Dalby. Från 1962 är den annexförsamling i Balingsta pastorat.

## Kyrkoherdar
| Ämbetstid | Namn                         | Levnadstid | Övrigt                                              |
| --------- | ---------------------------- | ---------- | --------------------------------------------------- |
| 1412      | Benedictus                   |            |                                                     |
| 1556      | Nicolaus                     |            |                                                     |
|           | Andreas Laurentii Björnram   |            | Senare ärkebiskop i Uppsala stift.                  |
| 1593–1595 | Johannes Erici               |            |                                                     |
| 1596      | Andreas Tornensis            |            |                                                     |
| 1597      | Johannes Olai Gevaliensis    |            |                                                     |
| 1606–1608 | Laurentius Paulinus Gothus   | 1565–1646  | Senare ärkebiskop i Uppsala stift.                  |
| 1625–1634 | Olaus Laurelius              |            | Senare kyrkoherde i Danmarks församling.            |
| 1634–1636 | Ericus Skarplöfstadius       |            | Senare kyrkoherde i Villberga församling.           |
| 1635–1642 | Sveno Jonae                  | 1590–1642  |                                                     |
| 1643–1661 | Johannes Laurbergius         | –1664      | Senare kyrkoherde i Kölns församling.               |
| 1662–1666 | Petrus Johannis Rudbeckius   |            | Senare domprost i Uppsala församling.               |
| 1668–1678 | Erik Benzelius den äldre     | 1632–1709  | Senare ärkebiskop i Uppsala stift.                  |
| 1670–1686 | Jacob Martini Waldius        | –1697      | Senare kyrkoherde i Simtuna församling.             |
| 1686–1692 | Israel Kolmodin              | 1643–1709  | Senare superintendent i Visby stift.                |
| 1693–1704 | Anders Goeding               | –1729      | Senare domprost i Växjö församling.                 |
| 1704–1709 | Pehr Grise                   |            | Senare kyrkoherde i Ockelbo församling.             |
| 1709–1718 | Jacob Benzelius              | 1683–1747  | Senare ärkebiskop i Uppsala stift.                  |
| 1719–1723 | Johannes Steuchius           | 1676–1742  | Senare ärkebiskop i Uppsala stift.                  |
| 1723–1727 | Eric Melander                | 1672–1745  | Senare kyrkoherde i Danmarks församling.            |
| 1727–1733 | Marcus Simming den yngre     | 1690–1752  | Senare kyrkoherde i Torstuna församling.            |
| 1731–1745 | Martin Wilhelmsson Kammecker | 1698–1757  | Senare superintendent i Visby stift.                |
| 1745–1760 | Christoffer Clewberg         | 1706–1776  | Senare kyrkoherde i Danmarks församling.            |
| 1760–1770 | Eric Kinmark                 | 1717–1794  | Senare kyrkoherde i Hagby församling.               |
| 1770–1796 | Olof Domey                   | 1726–1796  | Utnämnd till kyrkoherde i Kumla församling.         |
| 1795–1809 | Christopher Dahl             | 1758–1809  | Professor vid Uppsala universitet.                  |
| 1807–1830 | Eric Bergström               |            | Senare domprost i Uppsala församling.               |
| 1832–1835 | Anders Erik Knös             | 1801–1862  | Senare kyrkoherde i Gamla Uppsala församling.       |
| 1836–1840 | Carl Jonas Almquist          | 1804–1844  | Senare kyrkoherde i Helga Trefaldighets församling. |
| 1839–     | Jacob Ulric Segerstedt       | 1807–1859  |                                                     |
| 1849–1853 | Carl Axel Torén              | 1813–1904  |                                                     |

## Kyrkor
- Uppsala-Näs kyrka